# Бранко Татић
Бранко Татић (Ниш, 10. децембар 1901 — Нови Сад, 19. јун 1965) био је српски филмски и позоришни глумац.

## Биографија
Гимназију је завршио у Београду, где је 1923. похађао приватну Глумачку школу. На Правном факултету у Београду је студирао и апсолвирао права, али није дипломирао јер се определио за глумачки позив. Глумом је почео да се бави у Народном позоришту у Београду, где је хонорарно играо 1927/28. На глумачком усавршавању је, од 1928. до 1930, био у Филмском студију Фрица Ланга у Берлину, где је играо једну улогу у немом филму (Крупије у Алрауну).
По повратку у Југославију играо је по једну сезону у Српском народном позоришту и у Народном позоришту у Београду. Од 1933. је наступао у Скопљу све до избијања рата, када је мобилисан. Убрзо је заробљен и одведен у заробљеништво у Нирнберг, али се већ 1942. вратио кући. По повратку у Ниш радио је у Народном позоришту од 1942. до 1945, када је поново дошао у СНП, у којем је био члан до смрти са паузом од једне сезоне (1952/53), коју је провео у Сремској Митровици. Био је карактерни и комични глумац. Припадао је глумцима старе реалистичке школе. На сцени је био природан и спонтан, изразитих глумачких могућности, са развијеним смислом за понирање у психу ликова које је тумачио и градио до најситнијих детаља.
Опробао се и као певач (Мориц Швинд у оперети Три девојчице), али и као редитељ: у СНП је режирао „Јубилеј” и „Шарени програм број 1”. Играо је и у првим послератним домаћим филмовима; 1960. је у Пули освојио Златну арену за епизодне улоге у филмовима Девети круг и Три Ане. Са супругом Христином, која је била глумица и инспицијент, имао је два сина од којих је Јосиф такође био глумац.
Преминуо је 19. јуна 1965. године у Новом Саду.

## Филмографија
| Глумац | ▲ |
| ------ | - |

Дугометражни филм
|                   | 1950 | 1960 | Укупно |
| ----------------- | ---- | ---- | ------ |
| Дугометражни филм | 6    | 6    | 12     |
|           | Назив                     | Улога                |
| --------- | ------------------------- | -------------------- |
| 1956      | Потрага                   | Иследник             |
| 1956      | Велики и мали             | Инспектор            |
| 1958      | Цеста дуга годину дана    | Антонио              |
| 1959      | Пукотина раја             | Обрад Кратић пецарош |
| 1959      | Три Ане                   | Јова Нешић           |
| 1959      | Ноћи и јутра              | Братић               |
| 1960-te ▲ |                           |                      |
| 1960      | Дан четрнаести            | Макса                |
| 1960      | Девети круг               | Ивин отац            |
| 1961      | Небески одред             | /                    |
| 1961      | Први грађанин мале вароши | Берберин Драги       |
| 1961      | Не дирај у срећу          | /                    |
| 1962      | Саша                      | Добошар              |